# مونرو چمبرز
مونرو چمبرز (انگلیسی: Munro Chambers؛ زادهٔ ۲۹ ژوئیهٔ ۱۹۹۰) بازیگر اهل کانادا است. وی از سال ۱۹۹۸ میلادی تاکنون مشغول فعالیت بوده‌است.
از فیلم‌ها و مجموعه‌های تلویزیونی که وی در آن‌ها نقش داشته است می‌توان به مردان کوچک، موهبت الهی و دگراسی: نسل بعدی اشاره کرد.